# Ofensiva Kerenski
Ofensiva Kerenski (în rusă Наступление Керенского), denumită și Ofensiva din Iulie (în rusă Июльское наступление), a fost ultima ofensivă rusească în Primul Război Mondial, având loc în iulie 1917. În această ofensivă, Armata Rusă a fost ajutată de Armata Regatului României.

## Context
Ofensiva a fost dispusă de Aleksandr Kerenski, ministru al războiului în guvernul provizoriu rus, și condus de generalul Brusilov. O astfel de decizie a fost nepotrivită, deoarece, în urma Revoluției din Februarie, exista o puternică cerere populară pentru pace, mai ales în cadrul armatei, a cărei capacitate de luptă s-a deteriorat rapid.
Disciplina din cadrul armatei ruse a ajuns la un punct de cotitură după abdicarea țarului. Ordinul nr. 1 al Sovietului de la Petrograd a slăbit puternic puterea ofițerilor, acordând un mandat superior „sovietelor soldaților”. Abolirea pedepsei cu moartea a fost un alt factor care a contribuit la acest efect, precum și prezența numeroasă a agitatorilor revoluționari pe front, inclusiv a agitatorilor bolșevici, care promovau o agendă defetistă (și pe care Kerenski i-a tolerat considerabil mai mult decât pe agitatorii conservatori).
Revoltele și răscoalele de pe front deveniseră evenimente comune, iar ofițerii erau adesea hărțuiți de soldați, iar uneori și asasinați. Mai mult, politica noului guvern față de efortul de război urmărea îndeplinirea obligațiilor asumate față de aliații Rusiei și nu obținerea victoriei totale, oferind astfel soldaților o motivație mai puțin puternică de a lupta.
Cu toate acestea, Kerenski spera că o victorie importantă a Rusiei va determina o susținere populară a ostilităților și va restabili moralul soldaților, întărind astfel slabul guvern provizoriu și dovedind eficiența „celei mai democratice armate din lume”, după cum se referea la ea.

## Ofensiva
Începând cu 1 iulie 1917, trupele ruse au atacat forțele austro-ungare și germane în Galiția, împingându-le spre Liov. Armatele 7,8 și 11 ruse au luptat împotriva Armatei de Sud austro-ungare/germane (conduse de generalul Felix Graf von Bothmer) și a armatelor 3 și 7 austro-ungare.
Succesul inițial al armatelor rusești s-a datorat unui bombardament puternic, așa cum inamicul nu mai văzuse niciodată până atunci pe frontul rus. La început, austriecii nu au fost capabili să reziste la acest bombardament, iar breșa largă produsă în liniile inamice le-a permis rușilor să obțină unele progrese, în special împotriva armatei a 3-a austro-ungare. Dar forțele germane s-au dovedit a fi mult mai greu de învins, iar rezistența lor încăpățânată a avut ca rezultat pierderi mari în rândul forțelor atacatoare ruse.
În timp ce pierderile rusești s-au intensificat, a început să se manifeste o demoralizare a infanteriei, iar succesele ulterioare s-au datorat doar efortului cavaleriei, artileriei și batalioanelor speciale de șoc, pe care le formase generalul Kornilov. Celelalte trupe, în cea mai mare parte, au refuzat să se supună ordinelor. Membrii sovietelor de soldați au purtat discuții dacă să-și urmeze ofițerii sau nu. Chiar și atunci când o divizie nu refuza în mod categoric să lupte, nu se respecta niciun ordin până când nu se purta o discuție preliminară în cadrul sovietului diviziei și chiar dacă acesta din urmă decidea să se supună ordinelor era de obicei prea târziu pentru a mai fi de folos.
Înaintarea rușilor a fost stopată în totalitate pe 16 iulie. Pe 19 iulie, germanii și austro-ungarii au contraatacat, întâmpinând o mică rezistență și avansând prin Galiția și Ucraina până la râul Zbruci. Liniile rusești au fost rupte pe 20 iulie, iar până în 23 iulie rușii se retrăseseră aproximativ 240 de kilometri (Vinny). „Singura limită a înaintării german a fost lipsa mijloacelor logistice de a ocupa mai mult teritoriu”.

## Urmări
Guvernul provizoriu rus a fost puternic slăbit de această catastrofă militară, iar posibilitatea unei lovituri de stat bolșevice a devenit din ce în ce mai reală. Ofensiva nu a fost capabilă să întărească moralul armatei ruse, care de fapt nici nu mai exista. Niciun general rus nu se putea baza acum pe soldații aflați sub comanda lui, iar nimeni nu mai îndeplinea ordinele primite. 
Această ofensivă a determinat conflicte armate la Petrograd în 16-20 iulie 1917 și a afectat, de asemenea, situația din România. Forțele ruso-române, care au rupt frontul austro-ungar la Mărăști în sprijinul ofensivei Kerenski, au fost oprite.
Ulterior a avut loc o ultimă confruntare între germani și ruși. La 1 septembrie 1917, germanii au atacat și au capturat orașul Riga. Soldații ruși care apărau orașul au refuzat să lupte și au fugit din calea trupelor germane care avansau.